# ويليام جاكسون (ملحن)
ويليام جاكسون (بالإنجليزية: William Jackson)‏ هو ملحن بريطاني، ولد في 14 سبتمبر 1955 في Cambuslang ‏ في المملكة المتحدة.

## وصلات خارجية
- الموقع الرسمي
- ويليام جاكسون على موقع ميوزك برينز (الإنجليزية)
- ويليام جاكسون على موقع أول ميوزيك (الإنجليزية)
- ويليام جاكسون على موقع ديسكوغز (الإنجليزية)